# خوك (شوط)
خوك هي قرية في مقاطعة شوط‌، إيران. عدد سكان هذه القرية هو 309 في سنة 2006.